# Ледяной дом (фильм)
«Ледяной дом» — советский художественный немой чёрно-белый фильм, снятый в 1928 году режиссёром Константином Эггертом по мотивам одноимённого романа Ивана Лажечникова.
Премьера состоялась 4 апреля 1928 года. Другое название — «Бирон и Волынский» .

## Сюжет
По мотивам одноимённого романа Ивана Лажечникова.
Императрица Анны Иоанновна предаётся увеселениям. Для развлечений строится Ледяной дом. В царский дворец по капризу императрицы взята молодая цыганка Мариорица. Мариорица становится любимицей Анны Иоанновны, но тяжело переносит неволю.
Влиятельный вельможа князь Волынский стремится обольстить девушку. Влюблённая в Волынского цесаревна Елизавета Петровна из-за ревности приказывает отравить цыганку. Во время потешного бала ставленники Елизаветы подносят цыганке бокал с отравленным вином.
Волынский борется с всесильным фаворитом и возлюбленным императрицы Эрнстом Иоганном Бироном. Интриги и удары судьбы губят Мариорицу и её мать Мариулу, а также и Волынского.

## В ролях
- Пётр Бакшеев — Бирон
- Николай Рыбников — Волынский
- Анна Дмоховская — императрица Анна Иоанновна
- Вера Малиновская — Мариорица
- Лидия Белякова — царевна Елизавета Петровна
- Константин Кошевский — маркиз Шетарди
- Лев Фенин — генерал Ушаков
- Иван Лобанов — Гордиенко
- Н. Нарбут — его жена
- Андрей Файт — Гроснот
- Александр Орлов — Лесток
- Варвара Алехина — Буженинова, шутиха
- Е. Шаро — арапка
- Даниил Введенский — Зуда, слуга Волынского
- Евгений Ленский — Финч, английский посланник
- М. Шумахер — Мариула, цыганка
- Владимир Цоппи — секретарь
- Анна Никритина — роль
- и др.

## Съёмочная группа
- Сценарий: Георгий Гребнер, Олег Леонидов, Виктор Шкловский
- Режиссёр: Константин Эггерт
- Оператор: Пётр Ермолов
- Художник: Владимир Егоров
- Асс. режиссёра: Давид Морской, Л. Бронштейн
- Гримёр: Н. Печенцов
- Костюмер: Н. Воробьёв

## Критика
Кинокритик Борис Алперс так оценил фильм: «Фильм „Ледяной дом“ правильно освещает эпоху, но делает это художественно неубедительно, несмотря на хорошую фотографию (оператор П. Ермолов)».  Он посчитал, что «картина сделана сухо и чересчур отдает конспективным учебником истории».
В числе достоинств он отметил:  «Актёры в картине играют корректно и живописно… Очень неплохо показала себя в роли Елизаветы Петровны впервые выступающая в кино Белякова».
Киновед Лев Фуриков написал о режиссёре фильма: «в фильмах „Ледяной дом“, „Хромой барин“, „Гобсек“ Эггерт самобытен, его индивидуальность подчиняет себе экранизируемый материал, он никогда не идёт вслепую за литературным произведением».